# ناحیه کالانگالا
ناحیه کالانگالا (به لاتین: Kalangala District) یک منطقهٔ مسکونی در اوگاندا است که در استان مرکزی، اوگاندا واقع شده‌است. ناحیه کالانگالا ۹٬۱۰۳٫۰ کیلومتر مربع مساحت و ۶۶٬۳۰۰ نفر جمعیت دارد و ۱٬۲۴۰ متر بالاتر از سطح دریا واقع شده‌است.